# Fenpyrazamin
Fenpyrazamin ist eine chemische Verbindung aus der Familie der Dihydropyrazolone, die landwirtschaftlich als Fungizid (Pilzbekämpfungsmittel) verwendet wird. Fenpyrazamin wirkt – wie das verwandte Fenhexamid – durch Hemmung der 3-Keto-Reduktase in der Sterinbiosynthese.

## Verwendung
Fenpyrazamin wird gegen Botrytis (Grauschimmel) im Gemüse-, Obst- und Weinbau eingesetzt. Der Wirkstoff besitzt eine vorbeugende Wirkung.

## Zulassung
In Deutschland, Österreich sowie weiteren Staaten der EU waren Pflanzenschutzmittel mit Fenpyrazamin als Wirkstoff (Handelsnamen Prolectus, Kamuy) zugelassen. Die Zulassung wurde zum 15. Januar widerrufen. In der Schweiz läuft die Ausverkaufsfrist bis zum 1. Januar 2026 und die Verwendungsfrist bis zum 1. Januar 2027.